# Йоакім Мегле
Йоакім Мегле (дан. Joakim Mæhle, нар. 20 травня 1997, Остервро) — данський футболіст, фланговий захисник німецького «Вольфсбурга» і національної збірної Данії.

## Клубна кар'єра
Вихованець клубу «Ольборг». Влітку 2016 року був переведений в основну команду. 7 серпня 2016 року дебютував у данському чемпіонаті в поєдинку проти «Нордшелланда», вийшовши на заміну на 89-ій хвилині замість Томаса Еневольдсена. Всього за сезон взяв участь у 27 матчах за клуб.
Влітку 2017 року перейшов у бельгійський «Генк». З командою у сезоні 2018/19 став чемпіоном Бельгії. За три з половиною роки, проведені у Бельгії відіграв за команду з Генка 130 матчів у всіх турнірах.
На початку 2021 року став гравцем італійської «Аталанти», кольори якої захищав протягом двох з половиною сезонів.
12 серпня 2023 року перейшов за 13 мільйонів євро до німецького «Вольфсбурга», з яким уклав чотирирічний контракт.

## Виступи за збірні
З 2017 року залучався до матчів молодіжної збірної Данії, у її складі поїхав на молодіжний чемпіонат Європи 2019 року в Італії. У другому матчі в групі проти Австрії він відзначився двома голами на 33-й і 77-й хвилинах і його команда перемогла 3:1.
Восени 2020 року дебютував в іграх національної збірної Данії і відразу став гравцем її основного складу. Брав участь у Євро-2020 і чемпіонаті світу 2022, відігравши в усіх матчах своєї збірної на обох турнірах.
| Дата       | Місто      | Господарі         | Результат  | Гості                | Турнір                               | Голи | Примітки |
| ---------- | ---------- | ----------------- | ---------- | -------------------- | ------------------------------------ | ---- | -------- |
| 5-9-2020   | Копенгаген | Данія             | 0 – 2      | Бельгія              | Ліга націй УЄФА 2020-2021 - 1-й етап | -    | 72'      |
| 7-10-2020  | Гернінг    | Данія             | 4 – 0      | Фарерські острови    | товариський матч                     | 1    |          |
| 11-10-2020 | Рейк'явік  | Ісландія          | 0 – 3      | Данія                | Ліга націй УЄФА 2020-2021 - 1-й етап | -    | 79'      |
| 14-10-2020 | Лондон     | Англія            | 0 – 1      | Данія                | Ліга націй УЄФА 2020-2021 - 1-й етап | -    | 46'      |
| 11-11-2020 | Бреннбю    | Данія             | 2 – 0      | Швеція               | товариський матч                     | -    | 81'      |
| 18-11-2020 | Левен      | Бельгія           | 4 – 2      | Данія                | Ліга націй УЄФА 2020-2021 - 1-й етап | -    |          |
| 25-3-2021  | Тель-Авів  | Ізраїль           | 0 – 2      | Данія                | Відбір до ЧС 2022                    | -    | 86'      |
| 31-3-2021  | Відень     | Австрія           | 0 – 4      | Данія                | Відбір до ЧС 2022                    | 1    |          |
| 2-6-2021   | Інсбрук    | Німеччина         | 1 – 1      | Данія                | товариський матч                     | -    |          |
| 6-6-2021   | Бреннбю    | Данія             | 2 – 0      | Боснія і Герцеговина | товариський матч                     | -    | 70'      |
| 12-6-2021  | Копенгаген | Данія             | 0 – 1      | Фінляндія            | ЧЄ 2020 - 1-й етап                   | -    |          |
| 17-6-2021  | Копенгаген | Данія             | 1 – 2      | Бельгія              | ЧЄ 2020 - 1-й етап                   | -    |          |
| 21-6-2021  | Копенгаген | Росія             | 1 – 4      | Данія                | ЧЄ 2020 - 1-й етап                   | 1    |          |
| 26-6-2021  | Амстердам  | Уельс             | 0 – 4      | Данія                | ЧЄ 2020 - 1/8 фіналу                 | 1    |          |
| 3-7-2021   | Баку       | Чехія             | 1 – 2      | Данія                | ЧЄ 2020 - чвертьфінал                | -    |          |
| 7-7-2021   | Лондон     | Англія            | 2 – 1 д.ч. | Данія                | ЧЄ 2020 - півфінал                   | -    |          |
| 1-9-2021   | Копенгаген | Данія             | 2 – 0      | Шотландія            | Відбір до ЧС 2022                    | 1    |          |
| 4-9-2021   | Торсгавн   | Фарерські острови | 0 – 1      | Данія                | Відбір до ЧС 2022                    | -    | 46'      |
| 7-9-2021   | Копенгаген | Данія             | 5 – 0      | Ізраїль              | Відбір до ЧС 2022                    | -    |          |
| 9-10-2021  | Кишинів    | Молдова           | 0 – 4      | Данія                | Відбір до ЧС 2022                    | 1    |          |
| 12-10-2021 | Копенгаген | Данія             | 1 – 0      | Австрія              | Відбір до ЧС 2022                    | 1    |          |
| 12-11-2021 | Копенгаген | Данія             | 3 – 1      | Фарерські острови    | Відбір до ЧС 2022                    | 1    |          |
| 15-11-2021 | Глазго     | Шотландія         | 2 – 0      | Данія                | Відбір до ЧС 2022                    | -    |          |
| 26-3-2022  | Амстердам  | Нідерланди        | 4 – 2      | Данія                | товариський матч                     | -    |          |
| 29-3-2022  | Копенгаген | Данія             | 3 – 0      | Сербія               | товариський матч                     | 1    |          |
| 3-6-2022   | Сен-Дені   | Франція           | 1 – 2      | Данія                | Ліга націй УЄФА 2022-2023 - 1-й етап | -    |          |
| 6-6-2022   | Відень     | Австрія           | 1 – 2      | Данія                | Ліга націй УЄФА 2022-2023 - 1-й етап | -    | 66'      |
| 10-6-2022  | Копенгаген | Данія             | 0 – 1      | Хорватія             | Ліга націй УЄФА 2022-2023 - 1-й етап | -    |          |
| 13-6-2022  | Копенгаген | Данія             | 2 – 0      | Австрія              | Ліга націй УЄФА 2022-2023 - 1-й етап | -    | 49'      |
| 22-9-2022  | Загреб     | Хорватія          | 2 – 1      | Данія                | Ліга націй УЄФА 2022-2023 - 1-й етап | -    |          |
| 25-9-2022  | Копенгаген | Данія             | 2 – 0      | Франція              | Ліга націй УЄФА 2022-2023 - 1-й етап | -    |          |
| 22-11-2022 | Ер-Раян    | Данія             | 0 – 0      | Туніс                | ЧС 2022 - 1-й етап                   | -    |          |
| 26-11-2022 | Доха       | Франція           | 2 – 1      | Данія                | ЧС 2022 - 1-й етап                   | -    |          |
| 30-11-2022 | Ель-Вакра  | Австралія         | 1 – 0      | Данія                | ЧС 2022 - 1-й етап                   | -    | 69'      |
| 23-3-2023  | Копенгаген | Данія             | 3 – 1      | Фінляндія            | Відбір до ЧЄ 2024                    | -    | 18' 65'  |
| 26-3-2023  | Астана     | Казахстан         | 3 – 2      | Данія                | Відбір до ЧЄ 2024                    | -    | 83'      |
| 16-6-2023  | Копенгаген | Данія             | 1 – 0      | Північна Ірландія    | Відбір до ЧЄ 2024                    | -    | 73'      |
| Усього     |            | Матчів            | 37         |                      | Голів                                | 9    |          |

## Титули і досягнення
- Чемпіон Бельгії (1):

«Генк»: 2018–19
- Володар Суперкубка Бельгії (1):

«Генк»: 2019